# Kelvin Howell
Pour les articles homonymes, voir Howell.
Kelvin Howell est un joueur américain de basket né le 13 septembre 1979 à Magnolia (Arkansas).

## Carrière
- 1997-1999 :  Westark (Junior College)
- 1999-2001 :  Kansas State (NCAA)
- 2002-2003 :  Boulazac Basket Dordogne (NM2)
- 2003-2004 :  08 Stockholm (Basketligan)
- 2004-2005 :  Boulazac Basket Dordogne (NM1)
- 2005-2006 :  Boulazac Basket Dordogne (Pro B)
- 2006-2007 :  JL Bourg (Pro A)
- 2007-2009 :  Boulazac Basket Dordogne (Pro B)

## Palmarès
- 2003 : Champion de France de NM2 avec le BBD
- 2005 : Champion de France de NM1 avec le BBD

## Distinctions
- 2005-2006 : plus grand nombre de dunks en Pro B avec 72 dunks en 34 rencontres soit 2,12 dunks par match.